# Nabben, Älvsered
Nabben är en badplats i Älvsered, Hallands län på en halvö i Horsasjön. Nabben ligger naturskönt och här finns en brygga med hopptorn. En kort sandstrand intill vattnet finns också. Nabben är en populär badplats för folk (framförallt ungdomar) boende i och kring Älvsered.